# Campeonato Amazonense Segunda Divisão
Het Campeonato Amazonense Segunda Divisão, ook wel Série B is het tweede niveau van het staatskampioenschap voetbal van de Braziliaanse staat Amazonas. Toen het Campeonato Amazonense in 1914 werd opgericht als staatscompetitie, werd datzelfde seizoen nog begonnen met de tweede divisie. Hierin speelde veelal reserveteams van de clubs uit de hoogste divisie. De competitie werd regelmatig een aantal jaren niet gespeeld. Na de invoering van het profvoetbal in de staat werd de competitie afgevoerd begin jaren zestig omdat de staat niet genoeg profclubs had en vele amateurclubs verdwenen. In 2007 werd de competitie heringevoerd. 

## Overzicht kampioenen
- 1914 -  Manaos Sporting Club
- 1915 -  Manaos Sporting Club
- 1916 -  Manaos Sporting Club
- 1917 -  Rio Negro
- 1918-1930 - Niet gespeeld
- 1931 -  Fast Clube
- 1932-1946 - Niet gespeeld
- 1947 -  Fluminense
- 1948-1956 - Niet gespeeld
- 1957 -  Internacional
- 1958 -  Guarani
- 1959 -  Estrela do Norte
- 1960 -  América
- 1961 -  Labor
- 1962 -  América
- 1963-2006 - Niet gespeeld
- 2007 -  Holanda
- 2008 -  Rio Negro
- 2009 -  Manaus Compensão
- 2010 -  Operário
- 2011 -  CDC Manicoré
- 2012 - Niet gespeeld
- 2013 -  Manaus
- 2014 -  Operário
- 2015-2016 - Niet gespeeld
- 2017 -  Holanda
- 2017 -  São Raimundo (extra kampioenschap)
- 2018 -  Iranduba
- 2019 -  Amazonas
- 2020 -   Clíper
- 2021 -   Manauara
- 2022 -  Rio Negro
- 2023 -  Unidos do Alvorada
- 2024 -  Sete

## Eeuwige ranglijst
Vetgedrukte clubs spelen in 2024 in de Segunda Divisão. In 2017 werden er twee seizoenen gespeeld.
| Club                | Stad                 | /16 | Periode (2007-2011, 2013-2014, 2017-2024)     |
| ------------------- | -------------------- | --- | --------------------------------------------- |
| Tarumã              | Manaus               | 12  | 2008, 2010-2011, 2014, 2017-2022, 2024-       |
| CDC Manicoré        | Manicoré             | 10  | 2007-2008, 2011, 2013, 2017, 2020-2022, 2024- |
| Clíper              | Manaus               | 9   | 2009-2010, 2014, 2017-2020, 2023-             |
| Holanda             | Rio Preto da Eva     | 6   | 2007, 2011, 2017-2019                         |
| Rio Negro           | Manaus               | 6   | 2008, 2010, 2014, 2020-2022                   |
| Sul América         | Manaus               | 5   | 2018, 2021-                                   |
| Operário            | Manacapuru           | 4   | 2009-2010, 2014, 2021                         |
| RB do Norte         | Manaus               | 3   | 2022-                                         |
| JC                  | Itacoatiara          | 3   | 2020, 2023-                                   |
| Nílton Lins         | Manaus               | 3   | 2007-2009                                     |
| Penarol             | Itacoatiara          | 3   | 2007, 2017                                    |
| Atlético Amazonense | Manaus               | 3   | 2020-2022                                     |
| São Raimundo        | Manaus               | 3   | 2017, 2019, 2023                              |
| Librade             | Manaus               | 2   | 2022-2023                                     |
| Unidos do Alvorada  | Manaus               | 2   | 2022-2023                                     |
| Iranduba            | Iranduba             | 2   | 2011, 2018                                    |
| Grêmio Coariense    | Coari                | 2   | 2010-2011                                     |
| Manauara            | Manaus               | 1   | 2021                                          |
| CDC Nova Olinda     | Nova Olinda do Norte | 1   | 2014                                          |
| Manaus              | Manaus               | 1   | 2013                                          |
| Nacional Borbense   | Borba                | 1   | 2013                                          |
| São Raimundo B      | Manaus               | 1   | 2008                                          |
| Amazonas            | Manaus               | 1   | 2019                                          |
| Parintins           | Parintins            | 1   | 2022                                          |
| Libermorro          | Manaus               | 1   | 2008                                          |
| Nacional B          | Manaus               | 1   | 2007                                          |
| Manaus Compensão    | Manaus               | 1   | 2009                                          |
| ASA                 | Manaus               | 1   | 2009                                          |
| CEPE                | Iranduba             | 1   | 2007                                          |
| Olímpico            | Manaus               | 1   | 2007                                          |
| Fast Clube          | Manaus               | 1   | 2024-                                         |
| Sete FC             | Manaus               | 1   | 2024-                                         |

1914 · 1915 · 1916 · 1917 · 1918-1930  · 1931 · 1932-1946  · 1947 · 1948-1956  · 1957 · 1958 · 1959 · 1960 · 1961 · 1962 · 1963-2006  · 2007 · 2008 · 2009 · 2010 · 2011 · 2012  · 2013 · 2014 · 2015 · 2016  · 2017.1 · 2017.2 · 2018 · 2019 · 2020 · 2021 · 2022 · 2023 · 2024
Acre · Alagoas · Amapá · Amazonas · Bahia · Ceará · Distrito Federal · Espírito Santo · Goiás · Maranhão · Mato Grosso · Mato Grosso do Sul · Minas Gerais · Pará · Paraíba · Paraná · Pernambuco · Piauí · Rio de Janeiro · Rio Grande do Norte · Rio Grande do Sul · Rondônia · Roraima · Santa Catarina · São Paulo · Sergipe · Tocantins